# Радиодиапазон 70 см
70-сантиметровый или 440 МГц радиодиапазон – часть радиочастотного диапазона дециметровых волн, выделенного на международном уровне для любительской радио и спутниковой связи. МСЭ отдала радиолюбителям частоты от 430 до 440 МГц; однако некоторые страны, например Соединенные Штаты, предоставляют своим радиолюбителям более широкий диапазон — от 420 до 450 МГц. В зависимости от страны, диапазон может использоваться совместно с другими радиослужбами. В Российской федерации диапазон 430-440 Мгц также выделен для радиолюбителей, с запретом на излучение РЭС любительской службы в зоне радиусом 350 км от центра г. Москвы 
Семидесятисантиметровый диапазон популярен среди радиолюбителей, благодаря доступности нового и б/у оборудования. Большинство любителей, работающих на диапазоне 70 см, используют либо оборудование, специально созданное для радиолюбителей, либо коммерческое оборудование, предназначенное для ближайших  частот. Любители предпочитают использовать диапазон для FM или цифровой голосовой связи через ретрансляторы (применяется для экстренной связи), а также узкие полосы (аналоговые и цифровые) для междугородной связи (так называемый DXing, включая отражение от Луны). Благодаря широкополосности, это самый низкочастотный радиолюбительский диапазон, где разрешено любительское телевидение. Большой участок диапазона 70 см утвержден для работы через любительские радиоспутники, этот участок включен в план диапазона, который следует понимать как рекомендательный.

## Распространение радиоволн
Радиоволны этих (и более высоких) частот распространяются квазиоптическим путем. С увеличением частот (свыше 200 МГц), волны хуже проникают через окружающую застройку. Это означает, что даже несколько препятствий между передатчиком и приемником могут серьезно ухудшить соединение.

## Частотный план
| Диапазон, МГц   | Использование |
| --------------- | --- |
| 430.000–432.000 | - ретрансляторы - пакетное радио                                                                                             |
| 432.000–432.100 | CW |
| 432.100–432.400 | CW и SSB |
| 432.400–432.490 | CW-маяки |
| 432.500–432.600 | выходы линейных ретрансляторов                                                                                               |
| 432.600–432.800 | входы линейных ретрансляторов                                                                                                |
| 432.800–435.000 | все режимы работы - любительское радио и телевидение - ретрансляторы - SSTV 433.400 МГц - RTTY 433.300 МГц - DMR 433.450 МГц |
| 435.000–438.000 | радиолюбительские спутники                                                                                                   |
| 438.000–440.000 | - ретрансляторы - пакетное радио - 439,9875 МГц DAPNET (пейджер, POCSAG)                                                     |